# Acianthera asaroides
Acianthera agathophylla  es una especie de orquídea. Es originaria de Brasil donde se encuentra en la mata atlántica.

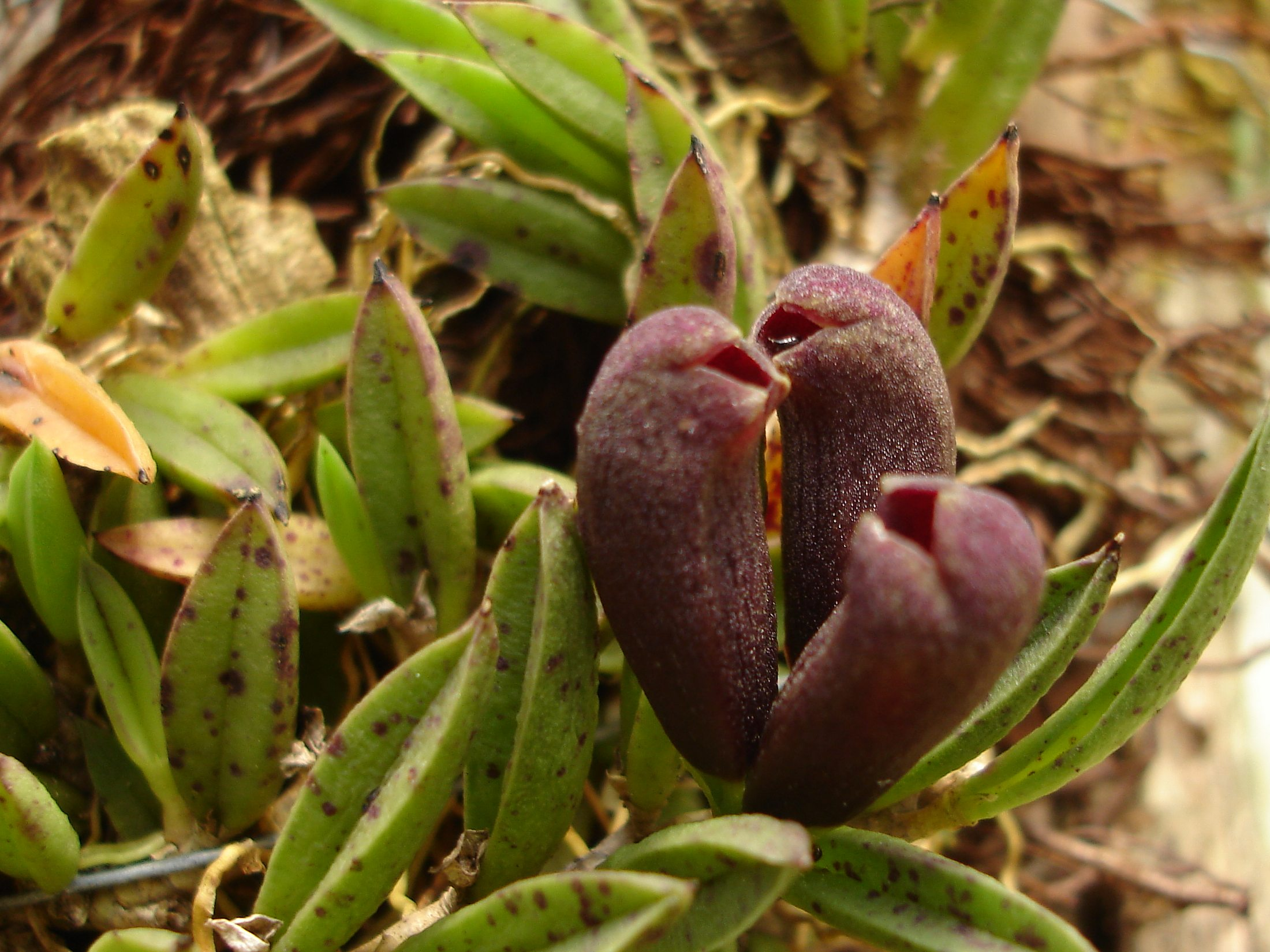
Vista de las flores

## Descripción
Al analizar el tipo, al parecer la especie descrita como A. asaroides es sólo un sinónimo de Acianthera bragae. En caso de duda se sigue la información Kew y que viene aquí como una especie aceptada. El tipo de fotografía de al lado puede ser A. asaroides en cuyo caso es, de hecho, una especie aceptada como una nueva especie no descrita del Estado de Sao Paulo, donde habita en Itirapina a una altitud de 600 metros. Las flores son el doble del tamaño de la otra.

## Taxonomía
Acianthera asaroides fue descrita por (Kraenzl.) Pridgeon & M.W.Chase y publicado en Lindleyana 16(4): 242. 2001.
Etimología
Ver: Acianthera
asaroides: epíteto latino que significa "como Asarum".
Sinonimia
- Geocalpa asaroides (Kraenzl.) Brieger
- Phloeophila asaroides (Kraenzl.) Garay
- Physosiphon asaroides Kraenzl.
- Pleurothallis asaroides (Kraenzl.) Luer
- Sarracenella asaroides (Kraenzl.) Luer	[4][5]